# 柚皮黄素
柚皮黄素（英語：Natsudaidain，也称为：3-羟基-5,6,7,8,3',4'-六甲氧基黄酮）是一种有机化合物，分子式C21H22O9，属于黃酮類化合物，存在于一些柑橘属（Citrus）植物中。